# NGC 3948
NGC 3948 je zvijezda u zviježđu Lavu. 

## Vanjske poveznice
- (eng.) SEDS: NGC 3948
- (eng.) Revidirani Novi opći katalog
- (eng.) Izvangalaktička baza podataka NASA-e i IPAC-a
- (eng.) Astronomska baza podataka SIMBAD
- (eng.) VizieR